# Адрианос
Адрианос (на гръцки: Αδριανός) е бивше село в Северна Гърция, на територията на дем Катерини, област Централна Македония.

## География
Селото е било разположено източно от Катерини и южно от Неокесария, на десния бряг на река Мавронери, в землището на Лофос (Зязяко).

## История
Селото се разпада в края на 20-те години на XX век.
| Година    | 1913 | 1920 | 1928 | 1940 | 1951 | 1961 | 1971 | 1981 | 1991 | 2001 | 2011 | 2021 |
| --------- | ---- | ---- | ---- | ---- | ---- | ---- | ---- | ---- | ---- | ---- | ---- | ---- |
| Население | 0    | 6    | 14   |      |      |      |      |      |      |      |      |      |